# برتی پوشک
برتی پوشک (انگلیسی: Bertie Diaper؛ ۱۱ فوریه ۱۹۰۹ – ۲۵ مهٔ ۱۹۹۵) بازیکن فوتبال بود.